# Un toque de misterio
Un toque de misterio es el título del tercer álbum de estudio oficial grabado por el cantautor venezolano Ricardo Montaner. Fue lanzado al mercado por la empresa discográfica TH-Rodven a finales de 1989. El sencillo principal del álbum es el tema titulado "La cima del cielo", cuyo videoclip promocional fue grabado en Canaima, Venezuela, cerca del Salto Ángel.
Otros de los sencillos extraídos de este disco y que funcionaron muy bien a nivel de carteleras radiales fueron los siguientes temas: "La chica del ascensor", "Reina de la noche", la canción que le da título al álbum: "Un toque de misterio" y "Ciudadano enmascarado".
Al igual que en los dos trabajos anteriores, Ricardo incluye también en esta producción musical, tres canciones que son cantadas originalmente en otros idiomas, a las cuales Montaner les hace la letra en español: “Me va a extrañar” (Unchain My Heart) lanzado como sencillo, “Te presiento”, “Yo sin tí” (Senza Lei) (ambos lanzados como singles).

## Lista de canciones
| Un toque de misterio |                         |                                                                     |          |  |
| N.º                  | Título                  | Escritor(es)                                                        | Duración |  |
| 1.                   | «La cima del cielo»     | Ricardo Montaner · Pablo Manavello                                  | 4:26     |  |
| 2.                   | «Un toque de misterio»  | Carlos Toro Montoro · José L. Armentero                             | 4:01     |  |
| 3.                   | «La chica del ascensor» | Carlos Toro Montoro · José L. Armentero                             | 3:44     |  |
| 4.                   | «Angelical»             | Ricardo Montaner · Pablo Manavello                                  | 3:54     |  |
| 5.                   | «Reina de la noche»     | Ricardo Montaner · Pablo Manavello                                  | 4:07     |  |
| 6.                   | «Cada vez»              | Ricardo Montaner · Pablo Manavello                                  | 4:52     |  |
| 7.                   | «Me va a extrañar»      | Vladi Tosetto Adapt: al español: Ricardo Montaner                   | 4:18     |  |
| 8.                   | «Te presiento»          | Vladi Tosetto · Raff Alsini Adapt: al español: Ricardo Montaner     | 4:18     |  |
| 9.                   | «Yo sin ti»             | Vladi Tosetto · Sergio Bardotti Adapt: al español: Ricardo Montaner | 3:25     |  |
| 10.                  | «Ciudadano enmascarado» | Ricardo Montaner · Pablo Manavello                                  | 3:20     |  |

Créditos Músicos:                                                                                                              Voz: Ricardo Montaner                                                                                        Arreglos, Guitarra y mandolina: Pablo Manavello                                                                            Teclados y programación: Iker Gastaminza                                                                                                             Batería: Ricardo Delgado                                                                                                             Solos de saxo: Ed Calle                                                                                                    Trompeta: Gustavo Aranguren (track A1)                                                                   Saxo: José "Pepe" Vera (A1)                                                                                  Trombón: Héctor Velásquez (A1)                                                                                     Coros: Meiber Acuña, Candi Rojas, Marisela Pérez, Francis Benítez, Sofia "La Nena" Pulido, Oscar Galian, Édgar Salazar, Felix Duque, Androcles Del Corral, Daniel Somaroo, Gilberto Bermudez & Jesús Enrique Montero                                                                                                                   Producción                                                                                                                     Producido por Pablo Manavello                                                                            Mezclado y grabado por Nucho Bellomo                                                                       Asistente de ingeniero: Carlos Guerreiro                                                                                                                        Grabado en Audio Uno (Caracas)                                                                       Mezclado en New River Studios (Fort Lauderdale, FL) Asistente de mezcla: Jim Thomas, Dave Barton                                                                           Diseño gráfico: E.I.2 Foto: Mariela Sosa
- Datos: Q97125350

1. ↑  https://www.venciclopedia.org